# Ayanna Pressley
Ayanna Soyini Pressley (Cincinnati, 3 de fevereiro de 1974) é uma política norte-americana que serve como representante dos EUA pelo 7.º distrito congressional de Massachusetts desde 2019. Seu distrito inclui os três quartos do norte de Boston, a maior parte de Cambridge, partes de Milton, bem como toda a cidade de Chelsea, Everett, Randolph e Somerville.
Membra do Partido Democrata, Pressley derrotou o titular de dez mandatos Mike Capuano nas eleições primárias e concorreu nas eleições gerais, sem oposição. Ela havia sido eleita anteriormente como membro geral do Conselho Municipal da Cidade de Boston em 2010. Pressley foi a primeira mulher negra eleita para o Conselho Municipal de Boston. Ela é a primeira mulher negra eleita para o Congresso de Massachusetts.

## Infância e educação
Pressley nasceu em Cincinnati, Ohio, mas foi criada em Chicago, Illinois, sendo filha única da sua mãe, Sandra Pressley (nascida Echols), que trabalhava em vários empregos para sustentar a família e também trabalhava como organizadora comunitária para a Chicago Urban League defendendo os direitos do inquilino. Seu pai, Martin Terrell, lutou contra o vício e foi encarcerado durante a infância de Pressley, mas eventualmente obteve vários diplomas e lecionou em nível universitário. O casamento de Sandra e Martin terminou em divórcio.
Pressley cresceu no lado norte de Chicago e frequentou a Escola Francis W. Parker. Enquanto estava na prestigiosa escola particular, ela foi líder de torcida, trabalhou como modelo e voice-over, apareceu em anúncios de ônibus da Federação de Paternidade Planejada da América e foi uma debatedora competitiva. Durante o último ano do ensino médio, ela foi eleita a "mais provável prefeita de Chicago" e foi a oradora da formatura de sua classe.
Sua mãe mudou-se mais tarde para o Brooklyn, onde trabalhou como assistente executiva e depois se casou novamente. Quando Pressley foi eleita para o Conselho Municipal de Boston, sua mãe frequentemente comparecia às reuniões públicas, usando um chapéu que dizia "Mama Pressley".
De 1992 a 1994, Pressley frequentou a Faculdade de Estudos Gerais na Universidade de Boston, mas deixou a escola para sustentar sua mãe, que havia perdido o emprego. Ela fez cursos adicionais na Boston University Metropolitan College, parte da Universidade de Boston.

## Início da carreira política
Depois de deixar a Universidade de Boston, Pressley trabalhou como representante distrital para o Representante Joseph P. Kennedy II (D-MA), para quem havia estagiado durante a faculdade. O trabalho incluiu ajudar os constituintes com reivindicações de Seguro Social e trabalhar com idosos, veteranos e pessoas com deficiência. Pressley se tornou a agendadora de Kennedy, depois trabalhou como diretora do distrito eleitoral, antes de se tornar a diretora política e assessora sênior do senador Kerry.
Em 2009 Pressley atuou como diretora política do Senador dos Estados Unidos John Kerry (D-MA).

## Conselho da cidade de Boston
Pressley foi eleita pela primeira vez para o Conselho Municipal de Boston em novembro de 2009. Ao tomar posse em 4 de janeiro de 2010, ela foi a primeira mulher negra a servir nos 100 anos de história do Conselho Municipal de Boston. A única mulher entre 15 candidatos, Pressley conquistou uma das quatro vagas gerais no conselho de 13 membros da cidade com quase 42 000 votos.
Em seu primeiro ano como vereadora municipal, Pressley formou o Comitê de Mulheres, Famílias e Comunidades Saudáveis, que trata de questões como violência doméstica, abuso infantil e tráfico humano. Ela trabalhou em colaboração com os membros da comunidade para desenvolver um currículo abrangente de educação sexual e saúde e atualizar a política de futuros alunos e pais. Ambos foram implementados com sucesso nas Escolas Públicas de Boston.
De acordo com Erin O'Brien, professora de ciências políticas da Universidade de Massachusetts em Boston, durante o tempo de Pressley na Câmara Municipal, ela não tinha a reputação de ser polêmica, controversa ou estranha.
Na eleição do conselho de novembro de 2011, Pressley enfrentou uma reeleição competitiva e terminou em primeiro lugar entre os candidatos gerais com 37 000 votos. Ela venceu nas 13 das 22 wards da cidade e terminou em segundo lugar em três outras. Pressley conquistou as comunidades de cor e muitos bairros progressistas de Boston. Ao todo, Pressley ficou em primeiro lugar em mais da metade dos 22 bairros de Boston. Pressley liderou novamento em novembro de 2013 e novembro de 2015, e ficou em segundo lugar em novembro de 2017.